# 赵麟 (清朝)
赵麟（？—？），浙江省紹興府上虞縣人，清朝政治人物，进士出身。
嘉慶元年（1796年）丙辰科进士，累官兵部员外郎。